# 辺見十郎太
辺見 十郎太（へんみ じゅうろうた）は、幕末から明治時代初期にかけての薩摩藩士、陸軍軍人。名は昌邦。

## 生涯
嘉永2年11月7日（1849年12月21日）、薩摩国、現在の鹿児島県鹿児島市上荒田町に生まれる。戊辰戦争のとき、薩摩藩二番小隊長として東北戦争で活躍。維新後は鹿児島常備隊小隊長となり、明治4年（1871年）に近衛陸軍大尉となる。
明治6年（1873年）に皇居が焼けたとき、新宿の妓楼で遊んでいて救援に間に合わず、同僚から糾問され、自害を迫られたが、西郷に助けられ、以後心を入れ替えたという。明治六年政変で西郷隆盛が辞職して鹿児島へ下野すると、自分も辞職して西郷に従った。私学校でも力を尽くし、宮之城郷の区長も務めた。
明治10年（1877年）、西南戦争。辺見は薩摩三番大隊一番小隊長として熊本城攻撃に活躍し、その後雷撃隊大隊長となる。大口、踊、末吉と転戦、可愛岳突破では先陣を切った。勇敢な薩軍の中でも特に抜群の武勇を誇り、仲間からの信頼も厚く、弾雨の中を先頭に立って突撃する辺見を見て皆勇気づけられたという。また気性が激しく、退却する味方は斬り殺し部下にその生き胆を食べさせ｢お前らもこうなるぞ｣と戒めたと言われる。（『明治の群像（3）』（谷川健一/三一書房/1968））
対し、明治13年、市ヶ谷監獄において計5回行われた尋問の記録「西南之役懲役人質問」（鹿児島県資料、「西南戦争」（鹿児島県維新史料編さん所編・全4巻）に収録）では「辺見は兵を指揮する際、退く者を斬ったというのは本当か」との問いに、野村忍介（奇兵隊隊長）、鮫島敬助（奇兵隊小隊長）、大野義行（狙撃隊中隊長）は「斬ったことは無い。棍棒で殴っていた」と答えている。この証言を裏付けるものとして西南記伝にも、「退く者は斬る！」とすごむ部下に対し辺見が「兵をみだりに斬るな」と耳打ちした、という逸話が残っている。
同年9月24日、西南戦争最後の戦場となった鹿児島城山の岩崎谷で戦死。西郷の死後に別府晋介と刺し違えて死んだとも、政府軍に突撃し戦死したとも伝えられる。享年29（満27歳没）。

## 家族
- 妻・ハヤ子
- 娘・ワカ（和歌子、1874年生） ‐ 16歳で小学校教員となり、札幌農学校助教授の時任一彦と結婚。一彦（1871－1957）は薩摩藩士（のち岡山県上房郡長）・時任義当の長男で、札幌農学校卒業後、1901年より独米留学。東北帝国大学農科大学教授、北海道帝国大学教授、同農学部長を務め、退官後同大名誉教授となった（農学博士）。姉の時任たけ子は下田歌子が設立した実践女学校の舎監。[2][3][4][5]
- 長男・辺見勇彦（江崙波、1877年生）  ‐ 馬賊の頭目。大亜細亜黎明会会長、黎明語学舎会長。1892年、陸軍士官学校入学のため16歳で上京、当時陸軍大臣だった高島鞆之助の書生となる。高島は十郎太に親族を斬殺されているが、同郷者支援のため勇彦を引き取り面倒を見た。しかし勇彦の素行が悪く、上原勇作に預けるがそこも追い出され、二松学舎や札幌農学校付属校など私立校の寄宿生活を転々としたのち、下田歌子の設立した翻訳出版社「作新社」の社員として上海に渡った。日清戦争時には満州・モンゴルを放浪後、馬賊の頭目になり、日露戦争時には東亜義勇軍所属の馬賊部隊として戦い、満洲事変時には関東軍司令部の嘱託として働いた。妻の槇子は野津道貫の長女で高島の姪。姉夫婦の三男・達彦を養子とした。[2][6][7]

## 関連史跡
- 辺見十郎太の涙松　-明治１０年６月２０日、西南戦争の高熊山の戦いで敗走した辺見は、現在の鹿児島県伊佐市菱刈市山にあった松並木で馬を止め「死を堵して固守すること四句余の山塁、いまこの要害の地 （高熊山）を糞鎮（政府軍）に奪わる。あぁ、吾が事終った。今は鹿児島に帰って死に就かんのみである。」と嘆き、涙を流したと伝えられている。以後、地元ではこの松は「逸見どんの涙松」と呼ばれ保護されていたが、落雷のため枯死するなどして松自体は現存しておらず、地元有志によって記念碑が建立されている。

## 関連作品
映画
- 『半次郎』（2010年、演：広島光）

テレビドラマ
- 『西郷どん (NHK大河ドラマ)』（2018年、演：持永雄恵）